# Чемпіонська Серія
«Чемпіонська Серія» (повна назва: «Чемпіонська Серія ФАСУ» — англ. AFU Autoslalom Champion Series) — чемпіонат ФАСУ з автомобільного слалому який проводиться у особистому заліку на серійних, несерійних легкових автомобілях, та автомобілях власного виробництва.
Чемпіонська Серія відбувається щороку і складається з декількох етапів, які проводяться на тимчасових або стаціонарних майданчиках з асфальтним або бетонним покриттям з викладеною на них фігурою змагань. Пілоти змагаються у трьох залікових групах:
FWD – учасники на автомобілях з переднім приводом;
RWD – учасники на автомобілях з заднім приводом;
«Любителі» - учасники на автомобілях з будь-яким приводом, які ніколи не були призерами Чемпіонської Серії з Автомобільного слалому.
Після кожного змагання, учасникам Серії кожної залікової групи в Особистий Залік йде нарахування очок за виборені місця.
Звання Чемпіонів в кожній групі присвоюється та наступні місця визначаються за найбільшою сумою очок, набраних учасниками на всіх етапах.
Якщо учасники при остаточній класифікації набрали однакову кількість очок, то першість визначається за результатами очних зустрічей. При подальшій рівності за найбільшою кількістю перших місць. При подальшій рівності до уваги береться найбільша кількість других місць (третіх, четвертих, п’ятих, шостих, сьомих, восьмих, дев`ятих, десятих).
Якщо в такий спосіб не вдається визначити першість, учасники ділять виборене місце між собою.

### Етап Чемпіонської Серії
Етап є складовою частиною Серії. Етап складається з тренувань, короткої та основної гонки. Брати участь в етапі можуть виключно члени ФАСУ які сплатили стартові внески, та внески на участь у Серії.
Кількість учасників, які заявляються на одному автомобілі не обмежується.
Якщо учасник, з будь-яких причин, хоче змінити автомобіль на якому заявився при реєстрації, він зобов’язаний повідомити про це головного суддю змагань. За зміну автомобіля спортсмену нараховується «час за життя» (див.8.20, 8.21). Учасник може прийняти або відмовитися від «часу за життя», але у разі відмови, він зможе продовжити змагання лише на автомобілі на якому заявився, чи зійти. «Час за життя» - час який додається до часу кожного залікового заїзду спортсмена, за зміну автомобіля на якому він заявився при реєстрації, і становить 5 секунд. «Час за життя» додається лише до часу заїздів під час котрих він використовував інший автомобіль.
Призери у залікових групах, змагання в яких визнані такими, що відбулися, нагороджуються кубками та грамотами.
Тренування проходять на майданчику проведення змагань та згідно схеми фігури змагань. Кожному з учасників змагань надається не менше 3 тренувальних заїздів.
Коротка гонка складає два залікових заїзди. Кращий час одного з них (з урахуванням штрафного часу за порушення порядку виконання) приймається до уваги, при визначені переможців.
Основна гонка складає три залікових заїзди або чотири (по два на кожній фігурі), якщо проводяться парні заїзди. Сума двох кращих результатів (з урахуванням штрафного часу за порушення порядку виконання) приймається до уваги при визначенні переможців.
Результати кожного заїзду фіксуються телеметрією з точністю до 0,01 секунди в момент перетинання фінішного створу. У випадку порушення порядку виконання заїзду на водія накладається пеналізація – додавання часу до часу проходження;

### Система нарахування очок
Переможець та наступні місця визначаються за сумою очок, нарахованих спортсмену у короткої та основної гонках.
У випадку рівності очок переможець та наступні місця визначаються за результатом основної гонки. При подальшій рівності до уваги береться результат короткої гонки.
коротка гонка:
1 місце - 5 очок, 2 місце - 4 очка, 3 місце - 3 очка, 4 місце - 2 очка, 5 місце - 1 очко.
основна гонка:
1 місце - 10 очок, 2 місце - 9 очок, 3 місце - 8 очок, 4 місце - 7 очок, 5 місце - 6 очок, 6 місце - 5 очок, 7 місце - 4 очка, 8 місце - 3 очка, 9 місце - 2 очка, 10 місце - 1 очко.
Кращій час в заїзді - 1 очко

### Список Чемпіонів ФАСУ з автослалому в класі машин з переднім приводом
2008 - Сергій Трефілов (Вінниця) Honda CRXI

2009 - Ярослав Кадученко (Київ) Honda CRXII

2010 - Ярослав Кадученко (Київ) Honda CRXII

2011 - Ярослав Кадученко (Київ) Honda CRXII

2012 - Максим Шиков (Київ) Honda CRXII, Ford Fiesta

2013 - Павло Василькевич (Львів) Honda CRXII

2014 - Дмитро Сторожук (Київ) Honda CRXII

2015 - Іван Ракус (Львів) Honda CRXII

2016 - Іван Ракус (Львів) Honda CRXII

2017 - Олег Матюшин (Івано-Франківськ) Honda Civic

2018 - Ілля Нехай (Івано-Франківськ) Honda Civic

### Список Чемпіонів ФАСУ з автослалому в класі машин із заднім приводом
2008 - Володимир Буряк (Івано-Франківськ) ВАЗ 2105

2009 - Сергій Остапенко (Вінниця) ВАЗ 2101

2010 - Михайло Капітула (Хмельницький) BMW 330

2011 - Олександр Онофрійчук (Вінниця) ВАЗ 2106

2012 - Ярослав Кадученко (Київ) Honda S2000

2013 - Михайло Капітула (Хмельницький) BMW 330

2014 - Дмитро Мінаєв (Львів) ВАЗ 2101

2015 - Олексій Виговський (Львів) ВАЗ 2106

2016 - Олексій Виговський (Львів) ВАЗ 2106

2017 - Михайло Капітула (Хмельницький) BMW 330

2018 - Олексій Виговський (Львів) ВАЗ 2106, BMW3

### Список Чемпіонів ФАСУ з автослалому у жіночому заліку
2009 - Олена Бабич (Київ) Honda CRXII

2010 - Олена Бабич (Київ) Honda CRXII

2011 - Олена Котельникова (Київ) Honda CRXII

2012 - Олена Котельникова (Київ) Honda CRXII

### Список Володарів Звання "Новачок Року"
2009 - Михайло Капітула (Хмельницький) BMW 3

2010 - Роман Кадиров (Хмельницький) BMW 330

2011 - Олексій Виговський (Львів) ВАЗ 2106

2012 - Юрій Івахно (Київ) Ford Fiesta, Honda CRXII

### Список Чемпіонів ФАСУ з автослалому в класі стандартних машин з переднім приводом
2014 - Володимир Висоцький (Івано-Франківськ) Honda Civic

### Список Чемпіонів ФАСУ з автослалому в класі стандартних машин із заднім приводом
2014 - Олег Матюшин (Івано-Франківськ) Honda Civic
- Офіційний вебсайт Чемпіонської Серії [Архівовано 14 вересня 2021 у Wayback Machine.]